# Prudniki (rejon wołożyński)
Prudniki (biał. Пруднікі; ros. Прудники) – wieś na Białorusi, w obwodzie mińskim, w rejonie wołożyńskim, w sielsowiecie Wołożyn, na skraju Puszczy Nalibockiej.
W dwudziestoleciu międzywojennym leżały w Polsce, w województwie nowogródzkim, w powiecie wołożyńskim.